# Котелевська гімназія №1 імені С. А. Ковпака
Котелевський опорний ліцей № 1 імені С. А. Ковпака Котелевської районної ради Полтавської області — найстаріший і найбільший навчальний заклад Котелевського району, заснований у 1862 році. У 2024 році статус навчального закладу був змінений на ліцей.

## Історія

### Створення школи
Історія найстарішої школи району сягає кінця XIX ст. Оскільки переважна більшість населення Котельви була неписьменною, на сільському сході в Котельві ухвалили рішення утворити народну сільську школу, щоб охопити навчанням якнайбільшу кількість сільських дітей. Будинок для школи купили разом із садибою та великим фруктовим садом у дрібнопомісного дворянина, вихідця із козацької старшини Аполлона Михайловича Матушинського за 5000 карбованців. У цьому будинку й була відкрита у вересні 1862 році перша у волості школа, яка отримала назву Котелевське 2-х класне сільське училище Міністерства народної освіти. У школі викладалося дев'ять предметів, але серед них не було української мови і літератури. Прізвище першого вчителя не встановлено. У документах за 1871 р. названий семінарист І. Мільковський, через десять років тут вчителював А. Троценко. Журнал засідань Охтирського повітового земства повідомляє, що у 1883 році Котелевське училище відвідувало більше 100 хлопчиків та 30 дівчаток. Навчальний рік закінчило тільки семеро, найгірше засвоюється учнями «Закон Божий». У 1884 року в Котелевському двокласному училищі почав працювати Йосип Матвійович Федченко, який приїхав до Котельви після закінчення Білгородської учительської семінарії і віддав навчанню дітей котелевців 39 років життя. Він організував у школі дитячий хор та започаткував уроки ручної праці. Йосип Матвійович очолював педагогічний колектив до 1923 року.
У 1887 році в училищі навалося 108 хлопчиків. Котелевська громада подбала про розширення шкільного приміщення, і в 1888 році закінчили будівництво нового будинку (нині приміщення Котелевського районного центру дитячої і юнацької творчості). У 1904—1906 роках у школі навчався Сидір Артемович Ковпак. Серед перших випускників школи був відомий котелевський літописець Сава Миколайович Шило. Протягом багатьох десятиліть Сава Миколайович збирав матеріали з історії рідного краю, записував спогади старожилів. Із записів С. М. Шила стало відомо, що у 1918 році Котелевське двокласне училище Міністерства народної освіти із п'ятирічним строком навчання змінило назву і зміст роботи, стало називатися Вищою початковою школою з додатковими класами для семирічного навчання.

### 1920-30-ті роки
У 1920 році територія Котельви була поділена на чотири сільради: Першотравневу, Петрівську, Ленінську і Жовтневу. Оскільки початкова школа знаходилася на території Першотравневої сільради, вона почала називатися Першотравневою (1920 р.). Відповідно до постанови Наркому УРСР «Про впровадження в життя єдиної трудової школи» (червень 1920 р.) у 1921 році вищепочаткова школа була перейменована у семирічку, а решта училищ Котельви стали початковими школами. З 1921 по 1934 рік школа носила назву Першотравнева семирічка. На посаді директора працював Беспалько. У школі викладали Овсій Василь Антонович, Кривуша Микола Мусійович, Лоповок Лев Михайлович. У 1931 р. педагогічні розробки названих вчителів виставлялись у Харкові на педагогічній виставці, де вони були відзначені першим місцем, а школа була нагороджена обладнанням для кабінету фізики.
У 1934 році школа стала середньою, було відкрито 8-й клас. Перший випуск 10-го класу відбувся у 1937 році. Документ про середню освіту отримали 22 випускники. У 1939 році школа мала назву Першотравнева СШ Опішнянського району Харківської області. Директором школи був Фірсюк Я. П., завучем — Кривуша М. М. Вчителі школи: Цін М. І., Руденький М. К., Базалій П. Ф., Шикало Л. Я., Нагірна М. Д., Тимошенко М. С., Нижня В. А., Карпенко П. А., Малик О. І., Нагнойний Л. Г., Синолога Ф. Д. Протягом 1939—1941 років школу очолював Іван Явсеєвич Корячко.

### Період Другої світової війни та повоєнні роки
Першотравнева школа в роки окупації (9 жовтня 1941 — 11 вересня 1943 року) не працювала. Із перших днів війни пішли захищати Батьківщину учні та вчителі школи. Восени 1943 року Першотравнева школа відновила роботу. Директором була призначена Любов Йосипівна Синицька. Із 1944 року заклад очолював Свирид Михайло Панасович. Після його смерті обов'язки директора тимчасово виконував Олексій Іванович Малик. У 10-й клас прийшло лише 8 учнів. Працювати доводилося у дві зміни при світлі гасових ламп. У 1945—1946 роках у школі навчалося 592 учні, директор школи — Продан Василь Іванович, учасник Великої Вітчизняної війни, розвідник. Навчання проходило у дві зміни, приміщення не відремонтовані, протікала покрівля, печі старі і не обігрівали класних кімнат. Парт не вистачало. Незважаючи на всі складності, учні мали тверді знання в обсязі середньої школи. Про це свідчать дані: із 19 випускників одержали атестат зрілості 18 десятикласників. Загальна успішність учнів на кінець року досягла 75 %. Серед найкращих учителів, які давали глибокі знання зі своїх предметів слід назвати Наріжну Є. А., Голуба І. Я., Тимошенко М. С. У 1948 році в школі почав працювати гурток юннатів, яким керувала учитель природознавства Соломко Марія Григорівна, а з вересня 1950 року — Рогуля Максим Арсентійович.
У 1949—1950 роках директором школи був Василь Іванович Тукало. Із 15 серпня 1950 року по 1955 рік директором Першотравневої школи працював Вертелецький Андрій Дмитрович, учасник Великої Вітчизняної війни, історик за фахом. Під його керівництвом працювали педагоги: Шаповал П. М., Лисенко М. Н., Коросташов О. І., Рогуля М. А., Голуб І. Я., Шафер С. М., Радченко М. Ф., Сірик О. А., Петренко М. М., Петренко П. Є. 6 січня 1953 року Указом Президії Верховної Ради СРСР за вислугу років і бездоганну роботу нагороджені Мухіна Дар'я Тимофіївна (завідувачка навчальної частини) — орденом Трудового Червоного Прапора, медаллю «За трудову відзнаку» — Голуб Іван Якович, Додонова Ольга Іванівна, Решелюк Людмила Яківна. У школі збільшувалась кількість учнів. Тому були піднято питання про будівництво третього шкільного приміщення.
У 1953—1955 роки тривало будівництво нового приміщення. У будинку Матушинського розмістилася їдальня, а згодом — інтернат. Із 1 вересня 1957 року Першотравнева середня школа була перейменована у «Котелевську середню школу № 1». Із вересня 1959 року школа переходить на одинадцятирічне навчання. Із 1955 по 1965-й рік школу очолювала Єфросинія Андріївна Наріжна. У старших класах запроваджується виробниче навчання. В цих класах поряд із загальноосвітньою підготовкою за середню школу учні вивчають одну із спеціальностей. Так, у 1959—1960 навчальному році випускники школи оволодівали шістьма професіями: плодоовочівника, тваринника, рільника, механізатора широкого профілю, садовода. Базою виробничого навчання стає колгосп ім. Жданова. Улітку цього ж року в школі була організована учнівська виробнича бригада. У 1959 р. в закладі була запроваджена посада заступника директора з виробничого навчання. Школа мала два трактора і одну автомашину. У 1959—1960 навчальному році відкрито інтернат на 30 місць для здійснення однозмінного навчання, обладнано нові класні кімнати, навчальні кабінети, які значно поповнилися устаткуванням і обладнанням за рахунок державних асигнувань, саморобних приладів. Цього ж року школа стала називатись «Котелевська середня загальноосвітня трудова політехнічна школа з виробничим навчанням № 1». Визначною подією 1961—1962 навчального року стало відкриття в школі групи продовженого дня. Уперше молодші школярі дістали змогу готувати домашні завдання, відпочивати, отримувати гаряче харчування після закінчення уроків. 40 учнів молодших класів були охопленні навчанням у групі продовженого дня.
16 вересня 1962 року вчительський та учнівський колектив школи відзначали знаменну дату — 100-річчя школи. У закладі протягом 1962—1963 рр. навчалося 648 учнів. Вона мала добре обладнані кабінети: фізичний, хімічний, природничий, краєзнавчий, спортзал, бібліотеку. При школі працював інтернат, група продовженого дня. У розпорядженні учнів духовий оркестр, піаніно, два трактори, одна автомашина. Директором школи протягом 1965—1971 років був Василь Іванович Луценко.
У 1971—1974 роках заклад очолювала Заслужений учитель України Марія Дмитрівна Євтушенко. Протягом року директором була Надія Яківна Яременко. У 1975—1979 рр. — Сергій Іванович Рахманов. 1979—1985 — Сальник Марія Іванівна. При ній було збудовано 3-поверхове приміщення школи. 1985—1987 рр.– Валентина Іванівна Плахотна.
Постановою Ради Міністрів Української РСР від 12 січня 1968 року № 18 «Про увічнення пам'яті Сидора Артемовича Ковпака» Котелевській середній школі № 1 присвоєно ім'я легендарного партизанського командира. Із вересня 1970 року по 1990 рік у школі працював учителем початкової військової підготовки Юрій Михайлович Арцаблюк, який став засновником і керівником військово-патріотичного клубу «Подвиг». За двадцять років клубом проведено 54 багатоденних походи по Уралу, Кавказу, Карпатах, Криму. Клуб «Подвиг» був постійним учасником, призером, переможцем районних, обласних, республіканських та всесоюзних зльотів і змагань. В 1984 році команда юних туристів школи була першою в республіці і зайняла третє місце в Радянському Союзі. У 1981 році вчителька географії Шолудько Юлія Василівна була удостоєна високої відзнаки Міністерства освіти УРСР — медалі А. С. Макаренка. Серед нагороджених педагогів: К. І. Диченко (орден «Знак Пошани»), медалями відзначені К. С. Миронович, Л. Я. Ременюк, Д. Т. Мухіна, І. Я. Голуб., О. І. Додоова, А. А. Радченко, Л. К. Олефіренко, Н. Я. Скороход.

## Сучасність
Протягом 1982—1984 років було збудоване нове приміщення школи. Із 1992 року школа почала працювати над проблемою диференціації навчання. З'явилися перші класи з поглибленим вивчення окремих предметів. Із 1995 року заклад набув статусу школи-гімназії, з 1999 року — навчально-виховного комплексу. У 1987 році школу очолив Михайло Іванович Коновал, який шістнадцять років працював на цій посаді. За час його керівництва школа здобула статус навчально-виховного комплексу у 1999 році, а у 2005 році — гімназії. Протягом 2003—2009 рр. навчальний заклад очолювала Лідія Василівна Даценко.
У гімназії встановлено профілі навчання: фізико-математичний, історичний, філологічний, екологічний. Із 5-го класу учні поглиблено вивчають такі предмети: математику, українську мову, англійську мову, біологію, історію. У 8-х та 9-х класах здійснюється допрофільна підготовка. Усі учні старшої школи охоплені профільним навчанням.
У школі працює 68 педагогічних працівників на чолі з директором Сергієм Леонідовичем Петренком, який керує закладом з 2009 року. За кваліфікаційним рівнем: спеціаліст — 12, II категорія — 15, I категорія — 35, «Вчитель-методист» — 6, «Старший учитель» — 11, вища кваліфікаційна категорія — 35. У школі працює практичний психолог, соціальний педагог, логопед, медична сестра. Відповідну фахову підготовку на рівні вищого навчального закладу III—IV рівня акредитації мають 97 % педагогів. У школі діють предметні кафедри, творча група вчителів вищої категорії «Майстер-клас», динамічна група «Науковець» — із підготовки учнівських науково-дослідницьких робіт МАН, об'єднання педагогів початкових класів «Юна обдарованість». У гімназії функціонує методичне об'єднання класних керівників, яке працює над проблемою «Виховна система класу як спосіб організації життєдіяльності учнів».
Щороку педагоги гімназії є учасниками та призерами конкурсу «Учитель року». Так, у 2014—2015 навчальному році переможцями районного етапу були: Філенко Г. О. — номінація «українська мова та література»; Козін С. І. — номінація «класний керівник», яка захищала честь району на обласному етапі конкурсу «Класний керівник року» та увійшла у десятку найкращих.
У 2015—2016 навчальному році переможці районного етапу: Корост А. В. — номінація «Математика», Деримарко Н. В. — номінація «англійська мова», Петренко С. Л. — номінація «Захист Вітчизни». Корост А. В. увійшла у п'ятірку найкращих і стала дипломантом обласного етапу Всеукраїнського конкурсу «Учитель року».
Досвід гімназії щодо впровадження інноваційних технологій поширюється: на базі закладу проводяться обласні семінари-практикуми, районні семінари директорів, заступників директорів, учителів-предметників.
Із 2007 року Котелевська гімназія імені С. А. Ковпака здійснює експериментально-дослідницьку роботу на місцевому рівні з реалізації шкільної програми «Обдарованість». Гімназисти традиційно є переможцями та призерами районних й обласних олімпіад. Із 1996 року вони беруть участь у конкурсах-захистах науково-дослідницьких робіт МАН. У гімназії діє шкільне наукове товариство «Джерело». Традиційними стали предметні тижні.
Протягом 2013—2016 рр. близько 500 учнів гімназії стали учасниками, а деякі й переможцями, Міжнародних та Всеукраїнських масових предметних конкурсів та ігор: «Кенгуру», «Колосок», «Бобер», «Левеня», «Лелека», «Соняшник», «Геліантус» та інших. Активну участь брали гімназисти у Всеукраїнському конкурсі «Найкращий читач року» та «Відгук на сучасну дитячу прозу».
Щорічно учні гімназії отримують перемогу у районному етапі Міжнародного конкурсу з української мови імені Петра Яцика та Міжнародного мовно-літературного конкурсу імені Тараса Шевченка. У 2013—2014, 2014—2015 н.р. шість, а у 2015—2016 н.р. — п'ять учнів гімназії стали переможцями районного та учасниками обласного етапу Всеукраїнського конкурсу з української мови імені Петра Яцика.
Вихованці гімназії — активні учасники шкільних, районних, обласних та Всеукраїнських творчих конкурсів та спортивних змагань.
Налагоджена робота органів учнівського самоврядування, що дає можливість залучити учнів до різних видів діяльності. Діє шкільний парламент, до складу якого входять учні 8-11-х класів та СПОУ «Краяни», членами якої є школярі 5-7-х класів.
У позаурочний час учні мають можливість відвідувати гуртки та секції, які діють у гімназії на добровільних засадах: хорового співу, вокальний, баскетбол, військово-патріотичне об'єднання «Сокіл» («Джури»).

## Відомі випускники школи
Військовики:
- Ковпак С. А. — партизанський генерал
- Сень В. Т. — генерал-майор, військовий аташе при Посольстві СРСР в Афганістані
- Москаленко А. І. — кандидат воєнних наук, полковник
- Товма М. І. — полковник, заступник начальника Харківського університету внутрішніх військ

Науковці:
- Александров М. П. — доктор медичних наук, професор
- Гнап А. П. — кандидат фізико-математичних наук, професор
- Колісник Ф. А. — доктор медичних наук, професор
- Крижний Г. К.- доктор технічних наук, професор
- Серіков Я. О. — кандидат технічних наук, професор

Митці:
- Волик П. І. — народний художник України.
- Крючко І. А. — художник
- Костюк О. О. — співак
- Мусієнко Віталіна - співачка